# Game.com
Der Game.com (stilisierte Eigenschreibweise: game.com) ist eine Handheld-Konsole, die von Tiger Electronics im August 1997 vorerst nur in den Vereinigten Staaten zu einer unverbindlichen Preisempfehlung (UVP) von 69,95 US-Dollar veröffentlicht wurde. Ende 1997 kam das System auch im Vereinigten Königreich zu einer UVP von 79,99 Britischen Pfund auf den Markt. Eine kompaktere Variante der Konsole mit der Bezeichnung Game.com Pocket Pro wurde Mitte des Jahres 1999 zu einer UVP von 29,99 US-Dollar veröffentlicht.
Die erste Ausführung des Game.com konnte an ein 14,4-Kbit/s-Modem angeschlossen werden, um Internetzugang zu erhalten, daher enthält der Name des Systems auch die Top-Level-Domain .com. Es war die erste internetfähige Handheld-Konsole und die erste mit einem eingebauten Touchscreen. Das System wurde in seiner gesamten Lebensspanne weniger als 300.000 Mal verkauft, weshalb die Produktion bereits 2000 eingestellt wurde.

## Internet-Funktionalität

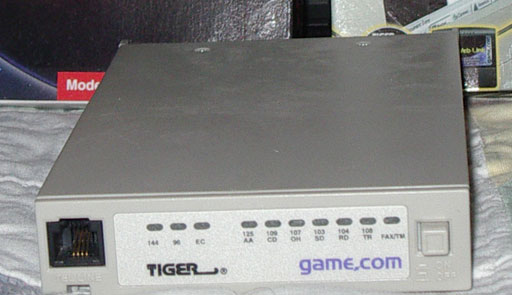
Modem für den Game.com

Der Game.com war die erste internetfähige Handheld-Konsole, wobei keines der für das System veröffentlichten Spiele Internet-Funktionen unterstützte. Mit dem System konnten mit einer separat erhältlichen Cartridge E-Mails gelesen und gesendet werden und im World Wide Web (WWW) gesurfed werden, wobei die E-Mails nicht gespeichert werden konnten.

## Technische Daten
- Prozessor: Sharp SM8521 8-Bit
- Bildschirm: Auflösung: 200 × 160 Pixel;[10] Farbwiedergabe: schwarz und weiß mit vier Graustufen[10]
- Stromversorgung: vier AA-Batterien[10] (Game.com), zwei AA-Batterien (Game.com Pocket Pro) oder AC Adapter
- Anschlüsse:[11] 3,5-mm-Klinkenanschluss, Anschluss für Internetkabel und Mehrspieler-Kabel (Compete.com)

## Spiele

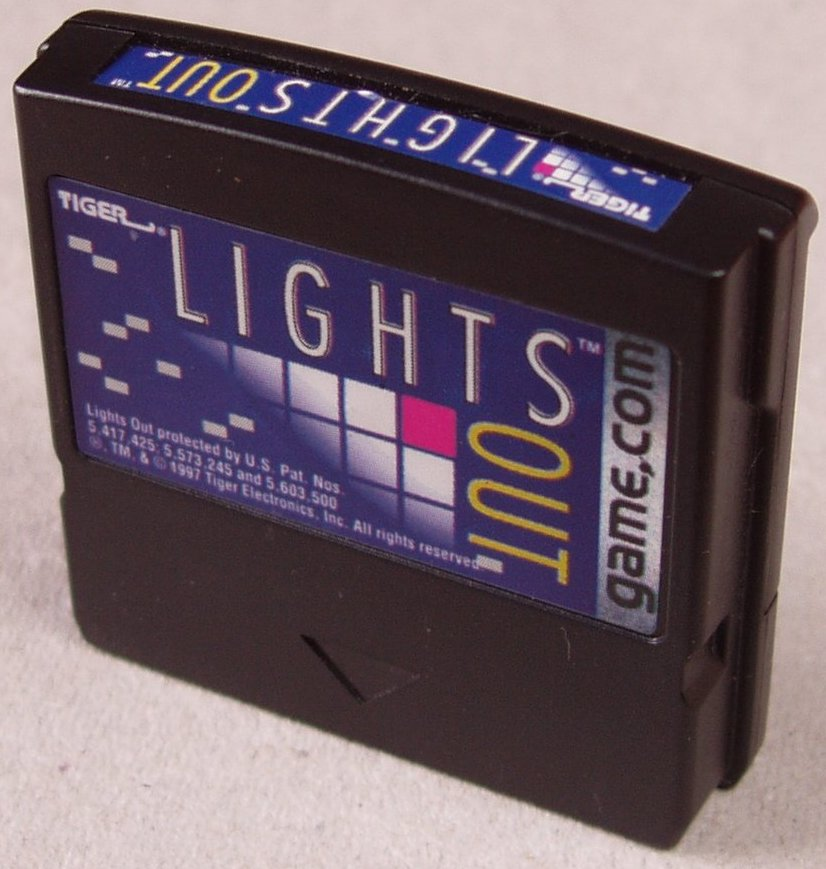
Spielmodul von Lights Out für den Game.com

Für den Game.com erschienen offiziell 20 Spiele, von denen die meisten von Tiger Electronics selbst entwickelt wurden. Diese sind:
- Batman & Robin
- Centipede
- Duke Nukem 3D
- Fighters Megamix
- Frogger
- Henry
- Indy 500
- Jeopardy!
- Lights Out
- The Lost World: Jurassic Park[14]
- Monopoly
- Mortal Kombat Trilogy
- Quiz Wiz: Cyber Trivia
- Resident Evil 2
- Scrabble
- Sonic Jam
- Tiger Casino
- Wheel of Fortune
- Wheel of Fortune 2
- Williams Arcade Classics